# Картузи (гміна)
Гміна Картузи (пол. Gmina Kartuzy) — місько-сільська гміна у північній Польщі. Належить до Картузького повіту Поморського воєводства.
Станом на 31 грудня 2011 у гміні проживало 32795 осіб.

## Територія
Згідно з даними за 2007 рік площа гміни становила 205.28 км², у тому числі:
- орні землі: 42.00%
- ліси: 46.00%

Таким чином, площа гміни становить 18.33% площі повіту.

## Населення
Станом на 31 грудня 2011:
| Опис     | Загалом | Загалом | Чоловіки | Чоловіки | Жінки | Жінки |
| -------- | ------- | ------- | -------- | -------- | ----- | ----- |
| одиниця  | осіб    | %       | осіб     | %        | осіб  | %     |
| все      | 32795   | 100     | 16112    | 49.13    | 16683 | 50.87 |
| міське   | 15122   | 100     | 7222     | 47.76    | 7900  | 52.24 |
| сільське | 17673   | 100     | 8890     | 50.30    | 8783  | 49.70 |

## Сусідні гміни
Гміна Картузи межує з такими гмінами: Жуково, Ліня, Пшодково, Сераковіце, Сомоніно, Стенжиця, Хмельно, Шемуд.